# Pavel Kučera (kněz)
Pavel Kučera (27. května 1932, Praha – 24. února 2016) byl český římskokatolický kněz, emeritní kanovník pražské metropolitní kapituly, papežský prelát a držitel medaile Za zásluhy II. stupně. V letech 1964 až 2006 žil v zahraničí, převážně v Německu.

## Život
V roce 1945 začal studovat na pražském arcibiskupském gymnáziu, přestěhovaném roku 1947 do Bohosudova, a po jeho zrušení v roce 1950 dokončil svá středoškolská studia maturitou na akademickém gymnáziu. Poté pracoval jako dělník a současně tajně studoval teologii. Roku 1964 utekl z Československa a 22. srpna 1965 přijal v německém arciopatství sv. Otýlie kněžské svěcení.
V letech 1967 až 2006 působil jako duchovní pro české krajany v bamberské arcidiecézi. Poté se vrátil do Prahy a roku 2007 byl jmenován kanovníkem Metropolitní kapituly u sv. Víta v Praze, jímž byl až do své rezignace v roce 2010.
Zemřel 24. února 2016.